# 두산위브트레지움
두산위브트레지움(영어: Doosan We've Tresium)은 대한민국 서울특별시 강북구 미아동에 위치한 아파트이다.